# Paul Holle
Pour les articles homonymes, voir Holle.
Éloi Paul Holle, né en 1807 à Saint-Louis (Sénégal) et mort à Médine (Mali) le 27 mars 1862, est un officier métis franco-sénégalais, considéré comme héros des conquêtes coloniales françaises.  

## Biographie
Fils d'un négociant français et d'une mère signare native d’Alebe au royaume d'Almamy, employé de l'administration des colonies de 1823 à sa mort, il est le commandant des forts de Bakel (1840), Sénoudébou (1852) et de Médine (1855-1857).

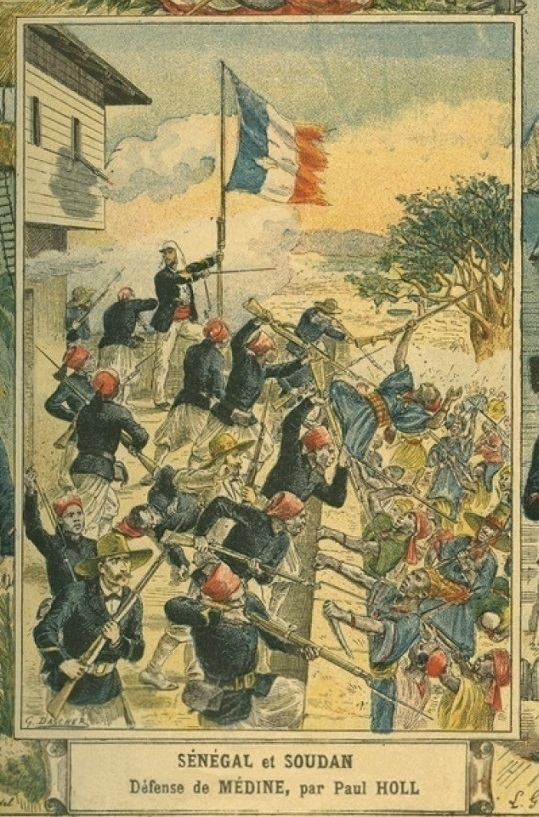
Défense du fort de Médine, par Georges Dascher, 1893.

Il défend en 1857 durant plusieurs mois, avec acharnement et en compagnie d'une soixantaine hommes (50 indigènes et 7 européens), le fort de Médine, sans nourriture et avec de très faibles munitions, contre Al-Hadji. Lorsque le général Faidherbe arrive enfin pour libérer le fort, Paul Holle est l'unique survivant.

## Publication
Il est l'auteur en 1855 avec Frédéric Carrère de l'ouvrage De la Sénégambie française.

## Récompenses et distinctions
- Chevalier de la Légion d'honneur[5]

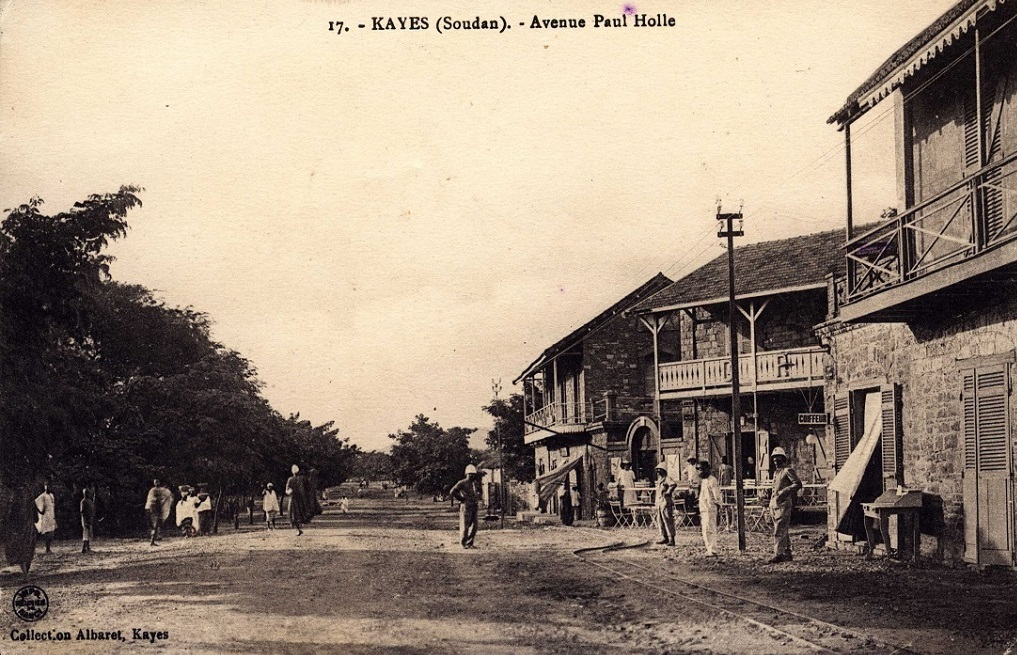
Avenue Paul Holle à Kayes, vers 1910

- Plusieurs rues et avenues de l'ancienne Afrique-Occidentale française portent ou ont porté son nom.